# Montecillo
Montecillo är en ort i Mexiko, tillhörande kommunen Texcoco i delstaten Mexiko. Montecillo ligger i den centrala delen av landet och tillhör Mexico Citys storstadsområde. Orten hade 7 371 invånare vid folkräkningen 2010.